# هتل سوسان
هتل سوسان (به لاتین: Sosan Hotel) یک هتل در کره شمالی است که در مانگیونگدائه-گویوک واقع شده‌است.